# Pierre Renoir
Pierre Renoir, född 21 mars 1885 i Paris, död 11 mars 1952 i Paris, var en fransk skådespelare. Han var son till konstnären Auguste Renoir och äldre bror till filmregissören Jean Renoir.

## Filmografi (urval)
- 1934 – Madame Bovary
- 1937 – Revolt
- 1939 – Kvinnofällan
- 1945 – Paradisets barn
- 1951 – Knock